# Barberey (fromage)
Pour les articles homonymes, voir Barberey.
Barberey, troyen cendré, fromage de Troyes étaient des appellations d'origines qui désignaient la production fromagère usuelle des fermes du pays autour de la ville de Troyes en France. 

Ce fromage maigre de lait de vache écrémé n'est plus produit et ressemblait au fromage de rocroi. Il était à pâte molle à croûte naturelle et affinée pendant un mois dans de la cendre de bois.